# Giovanni Boccaccio
Giovanni Boccaccio (ejtsd: dzsovánni bokkáccso) (Certaldo, 1313. június 16. – 1375. december 21.) olasz író, költő, humanista.

## Élete
Apja, Boccaccio di Cellino mint az egyik firenzei bankház utazó ügynöke Párizsban ismerkedett meg egy vagyontalan francia özveggyel, akinek tőle született a későbbi író – törvénytelen gyermekként – Certaldóban.
Apjánál nevelkedett Firenzében, féltestvéreivel együtt. (Apja egy másik nőt vett feleségül, nem az ő anyját.) Boccaccio Nápolyban tanult, s közben egy gazdag kereskedő feleségének lett ifjú szeretője, de Fiammetta – így nevezte kedvesét írásaiban – hamarosan kiadta az útját. Autodidakta módon képezte magát: megtanult latinul, görögül, megismerte az antik szerzőket.
Apja halála (1349) után visszatért Firenzébe. 1348 és 1353 között írta legfontosabb, az utókor csodálatát kiváltó művét, a Dekameront. Jó barátja volt a nála alig idősebb Petrarcának: levelezésük bensőséges viszonyra utal. Élete utolsó húsz évét humanista tanulmányainak szentelte. Tudós munkáit latinul írta, s ezekre volt a legbüszkébb, de írt még 16 allegorikus eklogát, két moralizáló életrajzgyűjteményt, s egy nagyméretű mitológiai magyarázatgyűjteményt.
Szegényen, anyagi gondok közt élt Certaldóban és Firenzében. Jellemző, hogy Petrarca 50 aranyat hagyott Boccaccióra végrendeletében azzal a megkötéssel, hogy bundát vegyen rajta. Nem sokkal élte túl nagy barátját; Certaldóban halt meg ősei házában, 1375. december 21-én.

## Művei

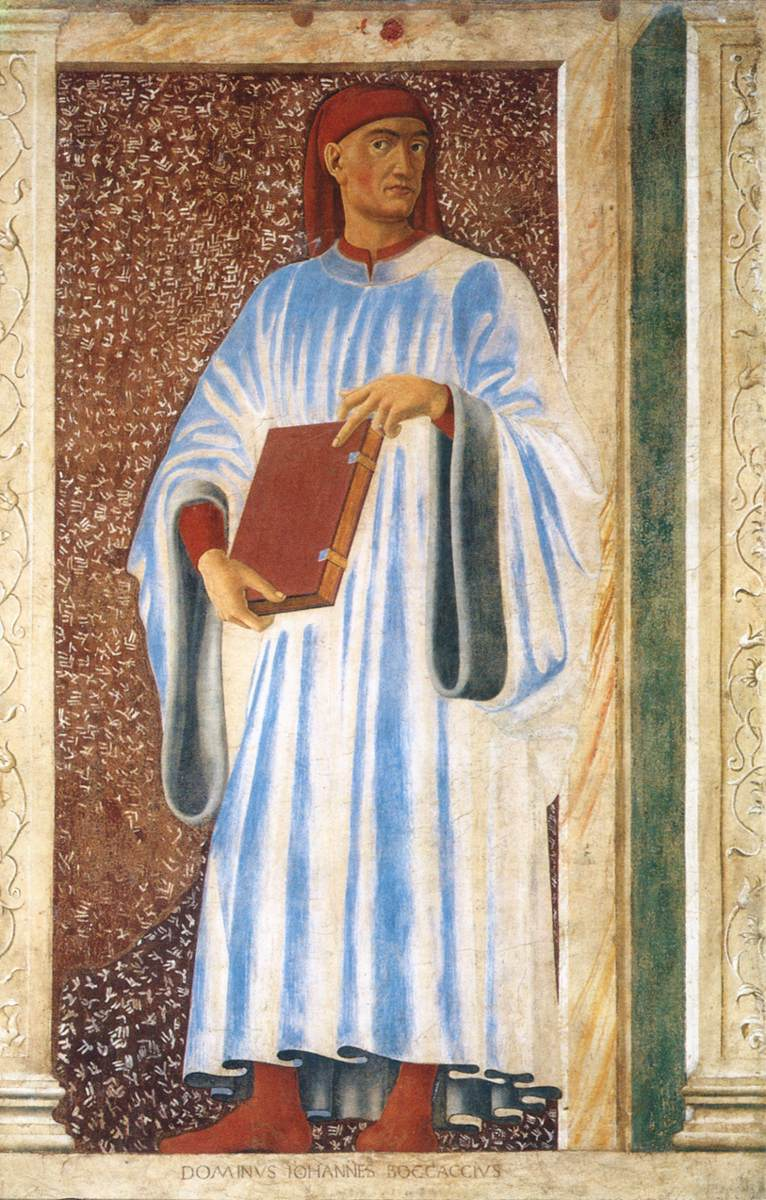
Andrea del Castagno: Giovanni Boccaccio, freskórészlet az Uffizi képtárban (1450)

Fő műve a Dekameron (Decameron) (1348–1353): Irodalomtörténeti jelentősége, hogy általa vált önálló irodalmi műfajjá a novella.

### További művei
- Amorosa visione (1342)
- Buccolicum carmen (1367–69)
- Caccia di Diana (1334–37)
- Comedia delle ninfe fiorentine (Amato, 1341–42)
- Corbaccio (1365 körül, a dátum vitatott)
- De mulieribus claris (1361)
- Elegia di Madonna Fiammetta (1343-44)
- Esposizioni sopra la Comedia di Dante (1373–74)
- Egy szerelem megpróbáltatásai (Filocolo) (1336–39)
- Nimfák színjátéka (Filostrato) (1335 vagy 1340)
- Genealogia deorum gentilium libri (1360, 1374)
- Ninfale fiesolano (1344–46?)
- Rime (1374)
- Teseida delle nozze di Emilia (1341 előtt)
- Trattatello in laude di Dante (1357)
- Zibaldone Magliabechiano (1351–56)

## Magyarul

### 1919-ig
- Igen szep historia, az Tancredvs kiraly leanyarol Gismundarol, és az Kiralynak titkos tanátsossáról Guisquardusról, kik között fel-bomolhatatlan szeretet lévén, halálra adták magokat: olasz nyelvböl az Bocatiusból deákra fordittatott Philipus Beroaldus által: magyar nyelvre penig fordittatott G. E. T. által Archiválva 2020. június 4-i dátummal a Wayback Machine-ben; Brewer Samuel, Lőcse, 1683
- Bocatiusː Igen szép Tangredus historia, az király leányáról Gismundáról, és az Királynak titkos tanácsossáról Gisquardusról; átdolg.,

deákra ford. Philippus Beroaldus, ford. G. E. T.; Esler Márton, s.l. (uo.), 1737
- Dekameron, vagy A száz elbeszélés; ford. Zempléni P. Gyula; Deubler, Budapest–Bécs, 1890
- Válogatott elbeszélések a Dekameronból; ford., bev. Radó Antal; Lampel, Budapest, 1899 (Magyar könyvtár)
- Giovanni Boccaccio Decameronja. Teljes fordítás életrajzzal, jegyzetekkel; ford., jegyz. Bokor János; Brassói Lapok Ny., Brassó, 1909
- Boccaccio száz elbeszélése. 100 érdekes képpel; ford. Szász Károly; Rozsnyai, Budapest, 190?
- A vészjel; in: Boudoir-idyllek; s. n., Budapest, 190? (Pikáns könyvtár)
- Fiammetta; ford., bev. Cs, Papp József Franklin, Budapest, 1913 (Olcsó könyvtár)
- Lisetta / Lizetta. Az eredeti szöveg és hű fordítása; ford. Honti Rezső; Lantos, Budapest, 1919 (Kétnyelvű klasszikus könyvtár)

### 1920–1944
- Dekameron, 1-5.; bev., ford. Balla Ignác; Kultúra, s.l., 1921–1922
- Trattatello in laude di Dante azaz Dante dicsérete. Giovanni Villani Firenzei krónikájának Dante-rubrikája és a Boccaccio-féle Vita intera néhány fejezete; ford. bev., jegyz. Kaposy József; Kner, Gyoma, 1921 (Monumenta literarum) – hasonmásban: Magvető, 1982
- Corbaccio vagy A szerelem labirintusa; ford. Komor Zoltán, Komor András; Világirodalom, Budapest, 1922 (Boccaccio válogatott munkái)
- Dekameron, melyben hét bájos firenzei hölgy és három ifjú száz tarka mesét kötött a szerelem hervadhatatlan örökifjan virágzó csokrába; ford. Forró Pál, Szini Gyula; Nova, Budapest, 1926 (Szerelmes századok)
- Dekameron, 1-3.; ford. R. Vay József [Révay József], versford. Radó Antal; Könyvkedvelők, Budapest, 1931
- Boccaccio legszebb novellái; ford. R. Vay József [Révay József]; Az Est Lapok, Budapest, 1935 (Pesti Napló könyvek)
- Dante élete; ford., bev. Füsi József; Róma, Budapest, 1943 (Olasz kincsek)
- A férj feltámadása; ford. Takáts Ifigénia; Aurora, Budapest, 1943

### 1945 után
- Dekameron vagy Szerelemre csábító könyv; ford. I. Regien; Anonymus Ny., Budapest, 1947
- Dekameron. Válogatás; ford. Révay József, vál., bev., jegyz. Kardos Tibor; Szépirodalmi, Budapest, 1954 (A világirodalom klasszikusai)
- Szaladin szultán barátsága. Mesék; ford. Révay József, átdolg. Mészöly Miklós; Móra, Budapest, 1957 (Kispajtások mesekönyve)
- Dekameron, 1-2.; ford. Révay József, versford. Jékely Zoltán; Európa, Budapest, 1961
- Boccaccio művei; szerk. Kardos Tibor, Rózsa Zoltán, ford. Jékely Zoltán et al., utószó, jegyz. Rózsa Zoltán; Helikon, Budapest, 1964 (Helikon klasszikusok)
- Boccaccio száz elbeszélése. 1.; Kincses, Toronto, 196? (Kincses regények)
- Corbaccio avagy A szerelem útvesztője; ford. Jékely Zoltán, jegyz. Rózsa Zoltán; Magyar Helikon–Európa, Budapest, 1968
- Dante élete; bev., jegyz. Oláh Tibor, ford. Füsi József; Kriterion, Bukarest, 1986 (Téka)
- Harmónia és életöröm. Válogatás Petrarca, Boccaccio és Chaucer műveiből; Interpopulart, Szentendre, 1993 (Populart füzetek)
- A magyar decimeron. Mesélő sorok. Boccaccio Dekameronjának morzsái; összelopkodta Sinkó Gy. Imre, a rajzokat kapirgálta M. Kakuk Itti; B&T, Szeged, 1998 (Tisza hangja)
- Dante, Petrarca, Boccaccio. A korareneszánsz irodalma. Általános és középiskolások számára; összeáll. Hamar Péter; Tóth Könyvkereskedés, Debrecen, 1998 (A világirodalom nagyjai)
- Dekameron; ford. Szalkai Szőke Annamária; Librotrade, Budapest, 2001

## Hangoskönyv
- Giovanni Boccaccio: Dekameron Archiválva 2016. január 24-i dátummal a Wayback Machine-ben MVGYOSZ hangoskönyvek (MP3 változat)